# Pikten

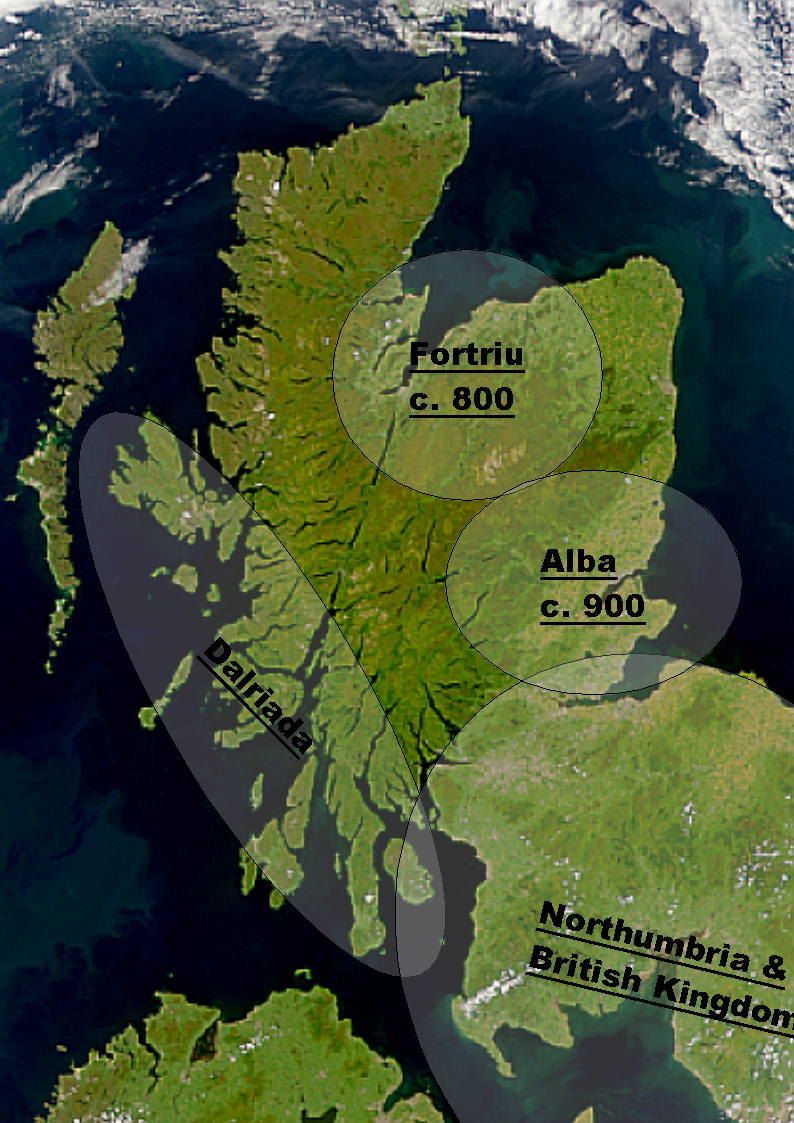
Verbreitungsgebiet der Pikten

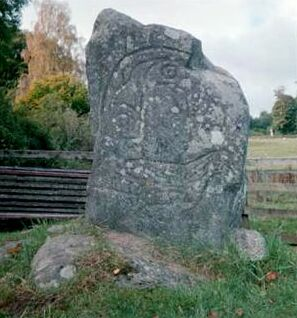
Piktischer Stein in Strathpeffer

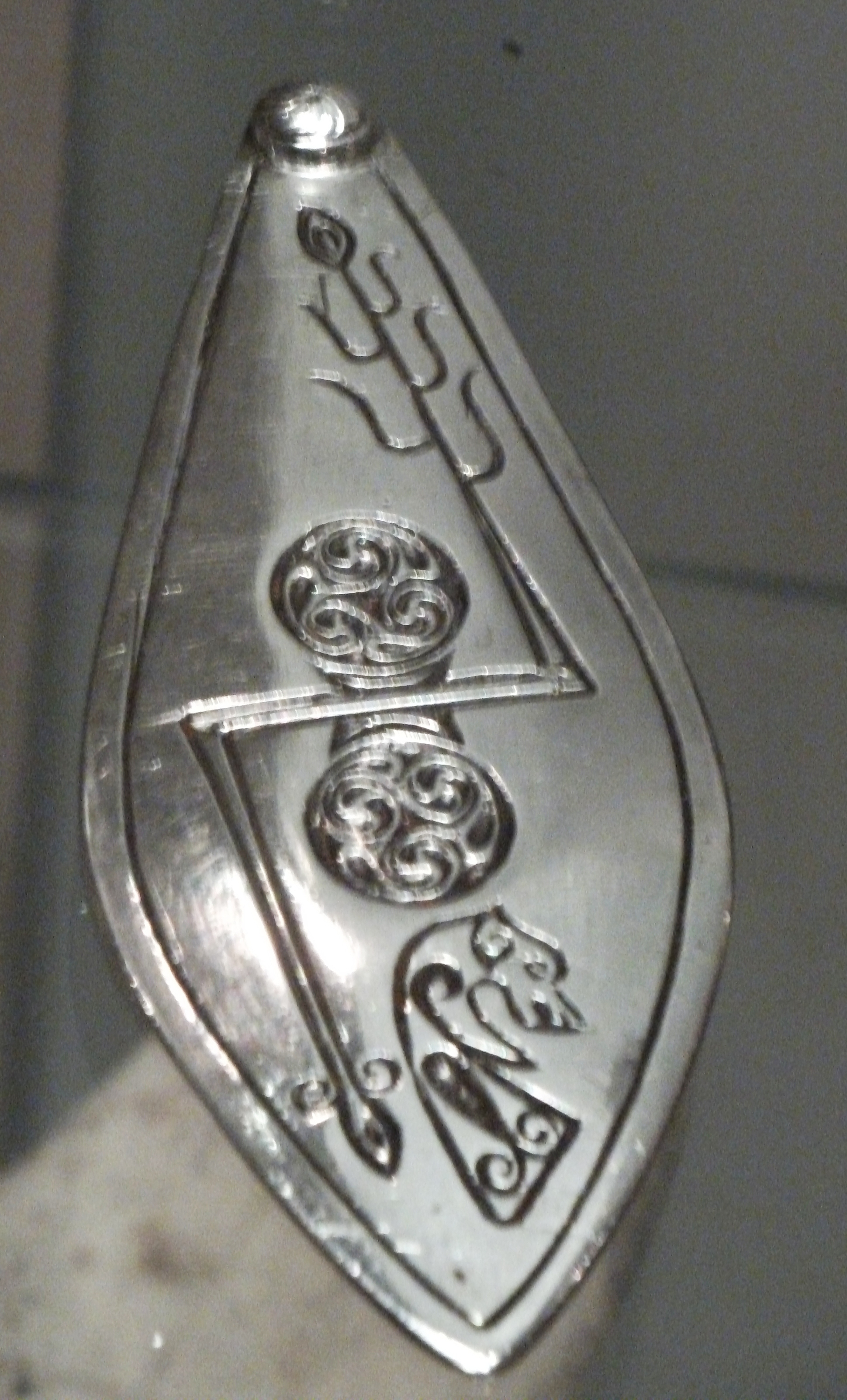
Piktisches Silberamulett aus dem Hort von Norrie’s Law, mit typischen Symbolen, wie sie auch auf piktischen Symbolsteinen vorkommen

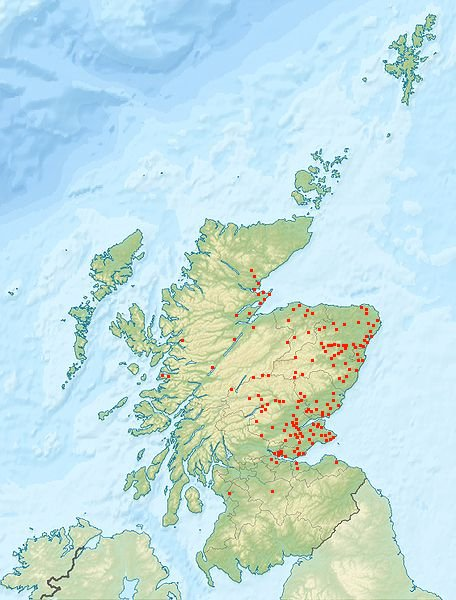
Verbreitung piktischer Ortsnamen, was auf die piktische Besiedlung deutet

Pikten (picti „die Bemalten“) ist der Name, den die Römer in der späten Antike für Völker in Schottland verwendeten. Der Name wird auf die in dieser Region verbreitete Tradition des Tätowierens zurückgeführt. Als Herkunftsbezeichnung nicht in Frage kommt ihre Sitte, Symbolsteine zu gestalten, da diese zwischen dem 5. und 9. Jahrhundert entstanden. Bei den von den Römern als Pikten bezeichneten Völkern handelt es sich wahrscheinlich nicht um ein Volk (Ethnie), sondern um verschiedene Völker mit sich unterscheidenden kulturellen Traditionen, die jedoch angesichts gemeinsamer Feinde (Römer, Skoten, später auch Wikinger) politische und militärische Allianzen eingingen.
Der Ursprung der Pikten ist unklar. Ihre Sprache und Kultur verschwanden, als die Reiche der Pikten und der keltischen Skoten 843 n. Chr. unter Kenneth MacAlpin vereinigt wurden.
Von der Kultur der Pikten ist wenig bekannt. Es sind fast nur späte Bildsteine und Stelen erhalten, die mit Schriftzeichen, teilweise in der eigenen Sprache, und Ornamenten reich verziert sind. Darunter sind die Cross Slabs des 9. Jahrhunderts hervorzuheben. Ortsnamen und die Muster auf ihren allerdings späten kunsthandwerklichen Gegenständen und gravierten Steinen deuten darauf hin, dass es sich bei den piktischen Völkern um britannische Kelten gehandelt haben könnte. Ihre Feinde hingegen, die Skoten, waren gälisch-irische Kelten.

## Die Pikten in der Geschichte
Die einzigen zeitgenössischen schriftlichen Dokumente über die Pikten stammen von den Römern, worin vor allem die Beziehungen zwischen Römern und Pikten beschrieben werden. Zumeist werden sie dort als Caledonii bezeichnet. Die Bezeichnung Picti ist erst für das 4. Jahrhundert bezeugt. Bedeutend für die Geschichte der Pikten ist das Poppleton-Manuskript, worauf die Piktische Chronik beruht. Die Pikten werden 297 n. Chr. erstmals vom Eumenius erwähnt.

### Begegnungen zwischen Römern und Pikten
Die ersten dokumentierten Zwischenfälle mit den Pikten ereigneten sich im 1. Jahrhundert, als die Römer die Britischen Inseln bis zum Forth und zum Clyde eroberten. Gegen die ständigen Überfälle durch „Caledonier und andere Pikten“ ließ der römische Kaiser Hadrian seit dem Jahr 122, als er Britannien besuchte, den Hadrianswall errichten, eine Mauer mit integrierten Kastellen für die dort stationierten Truppen. 142 begann sein Nachfolger Antoninus Pius auf der Höhe von Forth und Clyde mit dem Bau des vorgeschobenen Antoninuswalls, der kürzer war, aber wohl nicht fertig wurde. Die Römer behaupteten den Wall nur bis ins Jahr 161 und zogen sich dann wieder auf den Hadrianswall zurück.
Im Jahr 184 überrannten die nördlichen Völker den Hadrianswall und fügten den Römern beträchtlichen Schaden zu, doch konnte der Statthalter Ulpius Marcellus den früheren Zustand wiederherstellen, und sein Nachfolger, der spätere Kaiser Publius Helvius Pertinax, sorgte zwischen 185 und 187 für längere Ruhe; daraufhin nahm Kaiser Commodus den Siegerbeinamen Britannicus an. Im Jahr 208 rief der damalige römische Statthalter von Britannien den Kaiser Septimius Severus zu Hilfe. Dieser schlug bis zum Jahr 210 die Aufständischen in harten Kämpfen zurück und erhielt daher denselben Siegernamen. Nach seinem Tode im Februar 211 überließen seine Söhne Caracalla und Geta den britannischen Norden sich selbst und kehrten nach Rom zurück. Während des restlichen 3. Jahrhunderts bildete der Hadrianswall die Grenze Britanniens, um das Jahr 300 aber sind wieder Kämpfe an der Nordgrenze dokumentiert.

### Die Piktenkriege
Das langsame Schwinden der römischen Autorität im 3. Jahrhundert nutzten die Pikten zu Überfällen, weil die römischen Truppenabzüge auf den Kontinent leichte Beute im weniger intensiv verteidigten Lande versprachen. Eine eher spekulative Theorie über die Überfälle besagt, dass ein erhöhter Populationsdruck die Pikten zwang, sich nach Süden auszubreiten.
Seit dem Sommer 305 unternahm der römische Kaiser Constantius I. mit späterem Beinamen Chlorus einen erfolgreichen Feldzug gegen „Caledonier und andere Pikten“. Daher nahm er noch im selben Jahr zum zweiten Mal den Siegerbeinamen Britannicus Maximus an. Sein Enkel Constans führte 343 einen Krieg gegen die Pikten, der in einer Münzserie mit der Darstellung des Kaisers in einem Schiff symbolisiert wird. Im Jahr 360 entsandte Kaiser Julian seinen Heermeister Lupicinus gegen die Pikten und die mit ihnen verbündeten Skoten von Irland, die in Britannien eingefallen waren.
Danach kam es immer häufiger zu Scharmützeln mit den nördlichen Völkern. Für das Jahr 364 nennt der römische Historiker Ammianus Marcellinus die Dicalydones, Verturiones, Skoten, Attacotti und Sachsen als Völker, die dem Römischen Reich in Britannien Probleme bereiteten. Bis heute ist unklar, welche Beziehungen diese Völker untereinander hatten und wo die anderen außer den Skoten und Sachsen siedelten.
Im Jahr 367 verbündeten sich Pikten, Skoten und Attacotti zu einer Conspiratio barbarica (‚barbarische Verschwörung‘). Der römische General Flavius Theodosius wurde von Kaiser Valentinian I. nach Britannien entsandt, um diese niederzuschlagen; danach wurde 368 der Hadrianswall renoviert. Der folgende Friede dauerte jedoch nur bis zum Jahr 382, als Pikten und Skoten erneut Britannien überfielen, doch wurden sie vom damaligen Militärbefehlshaber Magnus Maximus zurückgeschlagen.
Zwei nichtrömische Quellen belegen Aktivitäten der Pikten:
- Ein erhaltener Brief von St. Patrick an Coroticus (einen südwest-schottischen König) aus dem 5. Jahrhundert rügt diesen für sein „schändliches, niederträchtiges und unchristliches“ Verhalten.
- Der Mönch Gildas (500–570) zählt im Jahr 540 drei Piktenkriege auf: Der erste von 382, der von Magnus Maximus niedergeschlagen wurde, der zweite von 396–398, vom Heermeister Stilicho geführt (dieser wird auch in einem Gedicht des Claudian erwähnt[2]), und der dritte im Jahr 450, bei dem die Pikten angeblich von Flavius Aëtius geschlagen wurden. Das letztgenannte Ereignis ist allerdings fiktiv, denn die römische Herrschaft in Britannien schwand nach dem Jahr 410 allmählich dahin, als Kaiser Flavius Honorius die übriggebliebenen regulären Truppeneinheiten zum Schutze Italiens abzog. Allerdings nennt Gildas für 446 ein letztes Hilfegesuch der römischen Britannier an Aëtius, das ungehört blieb: Damals hatten die Sachsen und Angeln begonnen, nach Britannien überzusetzen und es in Besitz zu nehmen.

### Piktland nach dem Abzug der Römer
Nach Abzug der Römer werden die Quellen sehr ungenau. Die vom Mönch Gildas erhaltene Königsliste kann nicht mit anderen Quellen abgestimmt werden, und moderne Historiker vermuten, dass die darin beschriebenen Gräueltaten von Gildas stark übertrieben, wenn nicht frei erfunden wurden.
Nachdem die Römer die Provinz Britannia verlassen hatten, drangen die Pikten nach Süden vor. Im Jahr 550 wurde Bridei mac Maelcon, der erste namentlich bekannte König von Fortriu aus der Gegend um den River Ness, zum „König der Pikten“ gekrönt. Er soll bei der unbelegten Bekehrung der Pikten zum Christentum im Laufe des 6. Jahrhunderts eine wichtige Rolle gespielt haben. Bridei vereinte nördliche und südliche Pikten und besiegte die Skoten.
Nach Brideis Tod im Jahr 584 begannen die Angelsachsen unter Æthelfrith, König von Northumbria, Druck auf die Pikten auszuüben. Nachdem er die Skoten geschlagen hatte, waren Pikten und Angelsachsen zu Nachbarn geworden. Zuerst schienen die Beziehungen zwischen den beiden Völkern positiv und friedlich abzulaufen. Es gab sogar Heiraten unter den jeweiligen Königsfamilien. Im Jahr 668 jedoch scheint Oswiu, König von Northumbrien, sein Territorium nach „Piktland“ ausgeweitet zu haben.
Für über 30 Jahre wurde Südpiktland von Northumbrien aus regiert. Wilfrid berichtet von einer piktischen Revolte aus dieser Zeit, die von Ecgfrith von Northumbrien grausam niedergeschlagen wurde: Es wird ihm nachgesagt, er hätte eine Brücke aus piktischen Körpern über zwei Flüsse gebaut, damit seine Armee diese trockenen Fußes überqueren könne, um das verbleibende piktische Heer niederzuschlagen. 685 schlug der Piktenkönig Bridei mac Bili (Brude mac Bile) Ecgfrith in der Schlacht bei Dunnichen Mere jedoch vernichtend. Die Nordgrenze Northumberlands verschob sich nach Süden, die in Piktland verbleibenden Northumbrier wurden versklavt.

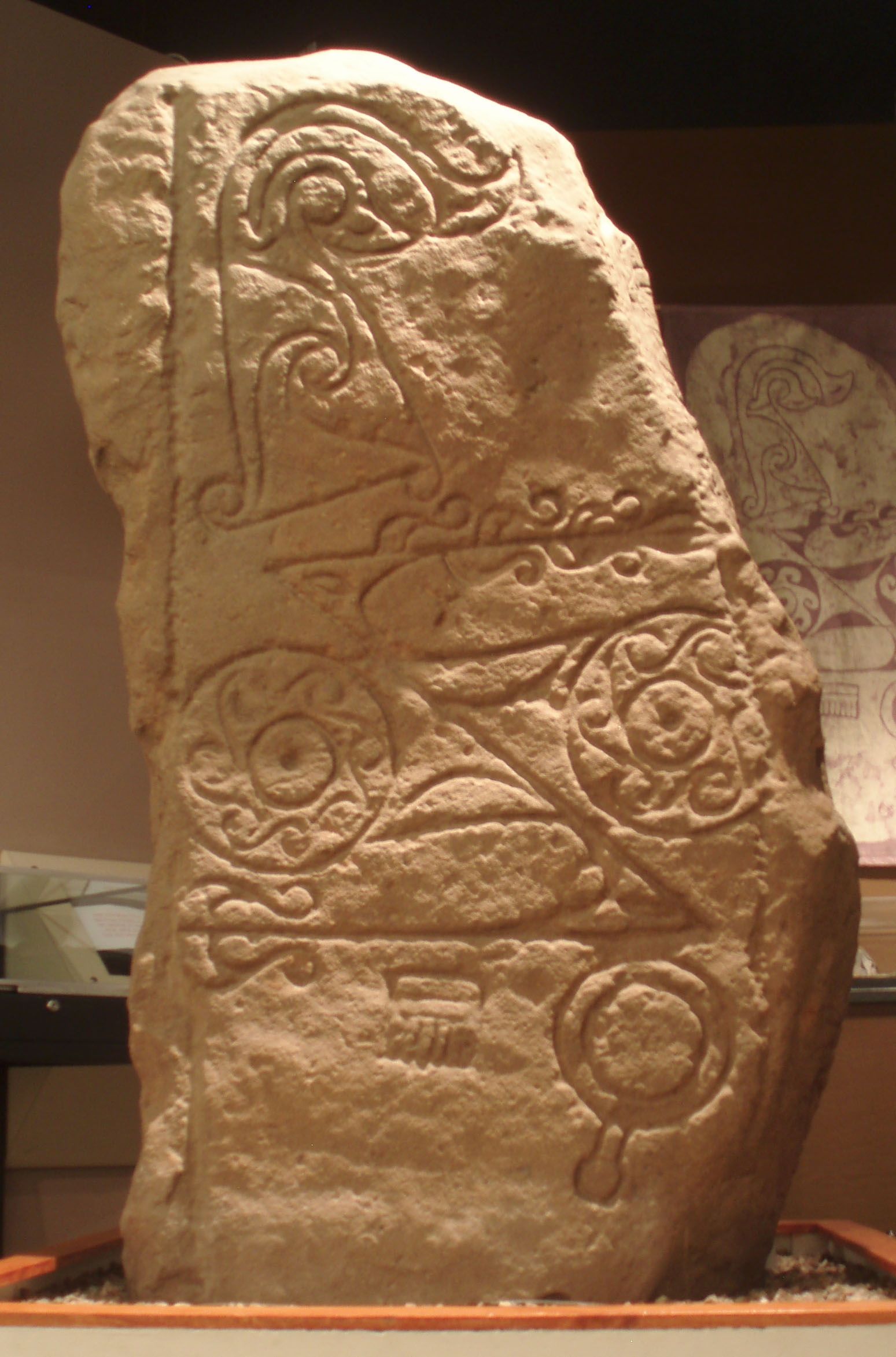
Piktischer Dunnichen Stone

706 wurde Nechton mac Derelei (Nechtan mac Derile) Anführer der Pikten. Er beendete den Konflikt mit Northumbrien und begann diplomatische Beziehungen mit den Angelsachsen. Nechton musste sich jedoch während seiner Regierungszeit immer wieder gegen Angriffe aus den eigenen Reihen behaupten. Sein Bruder Ciniod (Cinioch) wurde vom Herrscher von Atholl, der Kernregion des südlichen Piktenlands, die mit dem nördlichen Fortriu konkurrierte, ermordet.
724 dankte Nechton ab und ging ins Kloster. Seine Nachfolge war hart umkämpft, im Jahr 729 übernahm schließlich Oengus mac Fergus (Onuist mac Uirguist) die Macht. Oengus konnte sich bis zu seinem Tod im Jahr 761 auf dem Thron halten. Er führte in dieser Zeit Krieg gegen die Skoten, die Iren und gegen Northumbrien.
Nach dem Tod von Oengus wird die Geschichte der Pikten wieder unklar. Es scheint viele Scharmützel, aber auch einige gemeinsame Könige von Skoten und Pikten gegeben zu haben. Mitte des 9. Jahrhunderts verbündete sich Kenneth MacAlpin, König der Skoten aus der Dynastie Lorne, mit den Wikingern und schlug die Pikten vernichtend. 843 ließ er sich zum König der Skoten und Pikten ausrufen. Die Pikten wurden ins skotische Reich eingegliedert und die beiden Kulturen scheinen ineinander aufgegangen zu sein.

## Sprache
Der Ursprung und die Klassifikation der piktischen Sprache konnten bis heute nicht hinreichend geklärt werden. Mit drei gängigen Theorien wird jeweils versucht, das Piktische als
- keltische,
- nichtkeltische, aber indogermanische
- nichtindogermanische Sprache

einzuordnen.
Keines der Modelle hat bis heute allgemeine Anerkennung gefunden.
Inschriften auf gravierten Steinen belegen, dass die Pikten eine eigene Sprache mit irisch-gälischen, aber auch britannischen Lehnwörtern sprachen. Die Anzahl und Art der nichtgälischen Elemente macht jedoch einen nichtkeltischen, möglicherweise sogar nichtindogermanischen Ursprung denkbar.
Ein Spinnwirtel, der sogenannte Buckquoy-Spinnwirtel, weist eine Ogham-Inschrift auf, die vor den Forschungsergebnissen von Katherine Forsyth (ab 1995 veröffentlicht) als in piktischer Sprache verfasst angesehen wurde. Mittlerweile neigt die Forschung dazu, die Pikten als keltischsprachig anzusehen. Möglicherweise waren sie der Teil der britannischen Kelten, der nie von den Römern unterworfen wurde und durch den Bau der römischen Grenzwälle vom Rest Britanniens abgeschnitten wurde. Vorindogermanisches Substrat wird allenfalls in den Namen mancher Inseln vermutet, die keine bekannte etymologische Erklärung aufweisen und weder aus einer keltischen noch germanischen Sprache zu stammen scheinen.

## Religion
Auch über die Religion der Pikten ist nicht viel mehr bekannt als das, was römische Historiker und christliche Mönche geschrieben haben.

### Kult
Ziemlich sicher gab es bei den Pikten eine große Anzahl Gottheiten, auch lokale Gottheiten der Berge, Bäume, Flüsse, Lochs, Tiere oder Wälder. Die große Anzahl von Steinen mit eingravierten Bullen, die in der Umgebung von Burghead gefunden wurde, könnte beispielsweise auf einen Stierkult schließen lassen.
Ob die Pikten Menschenopfer kannten, ist umstritten. Piktische Steine aus der späteren, christlichen Periode stellen mit Menschenköpfen verzierte Bäume dar. Andere Gravuren zeigen Menschen in Kochkesseln, bei denen es sich um Darstellungen von Opfern oder aber Wiedergeburt handeln könnte – einige prominente keltische Legenden drehen sich um den Kessel (Kessel von Gundestrup) der Wiedergeburt.
Als Kultzentren mögen Höhlen (Sculptor’s Cave, Wemyss Caves) oder prähistorische Steinkreise und -formationen gedient haben.

### Bestattungen
Es gibt in Schottland eine Reihe piktischer Gräber. Früher glaubte man, dass sie sich im Osten und Nordosten von Schottland konzentrierten, aber Luftaufnahmen und jüngste Ausgrabungen zeigen typische piktische Grabhügel in den Borders in Lothian und in Dumfries and Galloway. Die Pikten haben ihre Toten in einer großen Variationsbreite bestattet: durch Erd- und Feuerbestattungen, in Steinkisten, unter Cairns und runden Erdhügeln (Barrows). Es ist auch Exkarnation festzustellen. Unklar ist, wie diese Praktiken für eine bestimmte Person oder Gruppe ausgewählt wurden.
Es überwiegen Cairns im Norden von Schottland. Cairns enthalten oft eine Reihe von Einzelbestattungen, manchmal fünf bis sechs, wohingegen Grabhügel fast immer nur ein Grab enthalten. Ein Gräberfeld kann Cairns und Hügelgräber enthalten, und Ausgrabungen und Datierungen zeigen, dass diese in der Regel aus dem 3. bis 6. Jahrhundert n. Chr. stammen. Danach werden Bestattungen auf nichteingehegten Gräberfeldern seltener; jüngere Bestattungen entstehen öfter im Zusammenhang mit Kirchen. Garbeg bei Drumnadrochit mit Ergebnissen aus dem 10. bis Ende 11. Jahrhundert ist eher eine Ausnahme.
Die Gräber sind immer ungefähr Ost-West orientiert, auch in den Jahrhunderten vor Einführung des Christentums. In den unüblichen eher seltenen Erdbestattungen liegt der Kopf im Westen. Bemerkenswerterweise sind fast alle Piktenbestattungen beigabenlos zum Unterschied zu den zeitgenössischen reich ausgestatteten angelsächsischen Bestattungen in England.

### Die piktische Kirche
Die Pikten wurden angeblich im Laufe des 5. und 6. Jahrhunderts von St. Ninian und St. Columba christianisiert. Moderne Historiker vermuten jedoch, dass sich das Christentum in Piktland erst im Laufe des 8. Jahrhunderts oder noch später endgültig durchsetzen konnte. Bei den meisten Beweisen für eine frühe piktische Kirche handelt es sich um Steinskulpturen und -gravuren (z. B. piktische Kreuze).

## Gesellschaftsstruktur

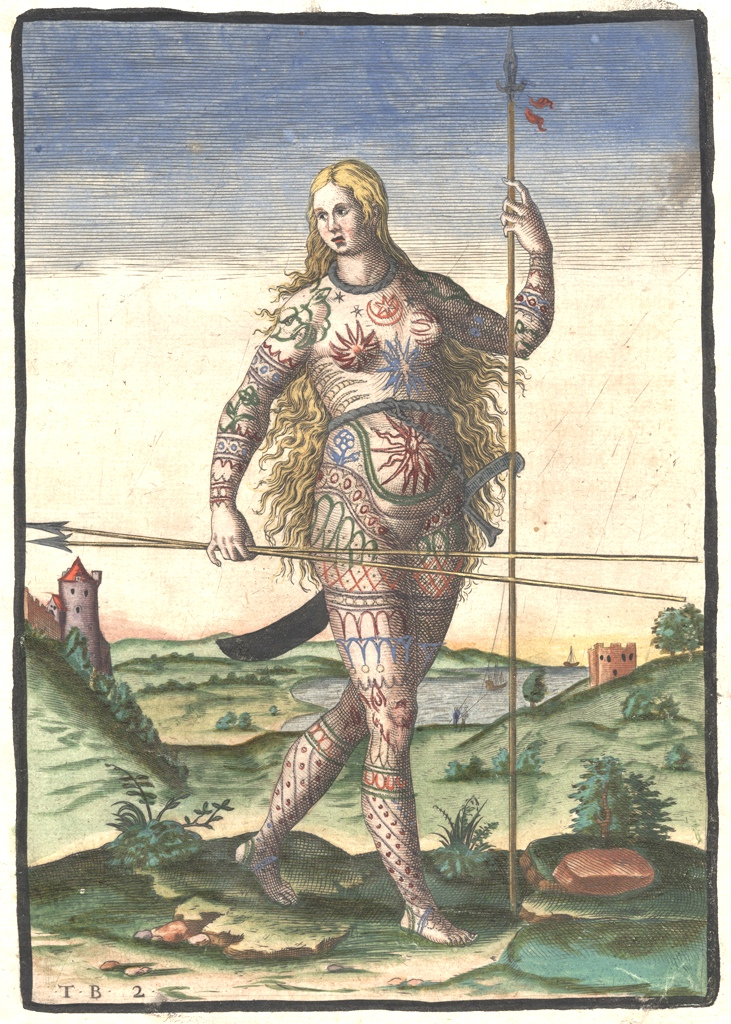
Vorstellung einer piktischen Frau
Theodor de Bry, Ende 16. Jh.

Die Pikten waren tribal (d. h. in Stämmen organisiert), rural (ländlich), hierarchisch und familienzentriert.
Piktland war vermutlich in sieben unabhängige Regionen (Königreiche) aufgeteilt: Fortriu (heute Strathearn und Menthieth), Fothriff (heute Fife und Kinross), Circhenn (Angus und Mearns), Fotla (heute Atholl), Catt, Ce und Fidach. Diese Regionen waren von tuaithe (sing. tuath) oder derbfhines (Familienverbänden) bewohnt. Ein derbfhine bestand aus den Nachkommen eines gemeinsamen Urgroßvaters (d. h. alle Verwandten 2. Grades in der Vaterlinie). Das Land gehörte dem Familienverband und wurde gemeinsam bewirtschaftet.
Die Frauen hatten einen hohen Status – höher beispielsweise als bei den Römern und anderen zeitgenössischen Kulturen. Es gibt Hinweise römischer Autoren, dass es bei den Pikten weibliche Krieger gab.
Die Gesellschaft war streng hierarchisch aufgebaut (Standesgesellschaft). An der Spitze standen erbliche oder gewählte Könige, zuunterst Sklaven und Leibeigene.

### Könige
Die Königswürde war erblich. Verschiedene Quellen widersprechen sich jedoch, ob sie über die Vater- oder die Mutterlinie vererbt wurde. Die Namen der Könige (maqq oder mac ‚Sohn des …‘) und andere Belege deuten eher auf die Vaterlinie, wobei nicht auszuschließen ist, dass in Ausnahmefällen die Mutterlinie zum Tragen kam.

### Adel
Unterhalb der Könige standen verschiedene Grade von Adligen. Adlige waren einerseits Krieger, aber auch Berufstätige wie Poeten, Künstler, Handwerker, Rechtsgelehrte, Historiker und Musiker. Ihre Fähigkeiten erlaubten ihnen, einen höheren Stand einzunehmen, als ihnen von Geburt wegen zustand.

### Freie
Der Großteil der Bevölkerung gehörte wohl zu den Freien. Freie waren Bauern und bezahlten Abgaben aus der Ernte an den König, der ihnen im Gegenzug militärischen Schutz leistete.

### Leibeigene
Zuunterst in der Hierarchie standen Sklaven und Leibeigene. Sie werden im 5. Jahrhundert in dem Brief von St. Patrick an den König Coroticus erwähnt: Patrick schilt Coroticus dafür, christliche Sklaven gekauft zu haben.

## Kriegskunst
Auf vielen piktischen Steinstelen und Skulpturen werden Krieger dargestellt, so dass sich Historiker ein ziemlich präzises Bild über eine piktische Armee machen können. Auf den Skulpturensteinen von Aberlemno ist die Kampfesweise der Pikten der späten Völkerwanderungszeit und des Frühmittelalters gut zu erkennen. Abgebildet ist vermutlich die Schlacht bei Dunnichen Mere von 685, in der Ecgfrith von Northumbrien von Bridei Mac Bili geschlagen wurde.
Im Zentrum der piktischen Armee steht ein typischer Schildwall, symbolisiert durch drei hintereinanderstehende Krieger. Der vordere kämpft mit Schwert und Rundschild, während der nächste Krieger einen Schild umgehängt hat und mit einem langen Speer aus der zweiten Reihe kämpft. Der dritte Krieger steht bereit, um möglicherweise entstehende Lücken zu schließen. An den Flanken befindet sich die Reiterei, die mit Schwertern, Speeren und Schilden bewaffnet ist. Einige Historiker sehen in der Abbildung auch eine Art Comic-strip, der den Schlachtverlauf wiedergibt. Demnach stünde die Reiterei nicht an den Flanken der Fußtruppen.

### Waffen
Die wichtigsten Waffen der Pikten scheinen der Speer und das Schwert gewesen zu sein. Speere werden mit blattförmigen Spitzen dargestellt. Es gab sowohl Wurfspeere als auch Speere für den Nahkampf. Die Schwerter waren aus Eisen und waren mit Parierstange und Knauf versehen. Diese waren wahrscheinlich je nach Stand des Besitzers reich verziert. Von den Schwertscheiden haben sich in nur zwei Fällen die Ortbänder (unterer Abschluss der Scheide) aus Silber erhalten. Sie stammen aus dem St. Ninians Horde von den Shetlands, sind U-förmig und reich verziert. Auf den Bildsteinen sind solche Ortbänder ebenfalls zu erkennen, so dass man davon ausgehen kann, dass es sich dabei um eine typische Form handelt.
Neben Speer und Schwert scheinen auch Äxte im Nahkampf verwendet worden zu sein. Darstellungen zeigen sowohl einhändig als auch zweihändig geführte Kriegsäxte.
Daneben gibt es Darstellungen mit Bogen und möglicherweise Armbrüsten. Die Pikten hätten dann im Vergleich mit anderen Völkern die Armbrust verhältnismäßig früh eingesetzt.

### Rüstung
Bisher haben Archäologen lediglich kleinere Fragmente von Kettenhemden gefunden. Silberhaken stammen sehr wahrscheinlich von römischen Loricae squamatae.
Sich auf die Caledonen und Maeatae (Völker aus dem heutigen Schottland) beziehend schreibt Herodian, dass die Briten keine Rüstung kennen.
Es gab offenbar zwei verschiedene Schildarten: Einerseits rechteckige oder länglich-ovale Schilde, die dem römischen Scutum ähnelten, jedoch kleiner und handlicher waren; andererseits die bereits beschriebenen gälischen Rundschilde, die sich großer Beliebtheit erfreuten. Sie wurden auf vielen Steinen, aber auch im Book of Kells dargestellt und waren eventuell irischer Herkunft.
Rüstung lässt sich auf keinem Bildstein mit Sicherheit erkennen. Die zentrale Figur des Sueno’s Stones (es handelt sich offensichtlich um einen Anführer) könnte einen Gambeson oder etwas Ähnliches tragen. Ob auf dem Dupplin Cross Helme zu erkennen sind, ist umstritten.

### Befestigungen
Wie die keltischen Stämme in Gallien legten auch die Pikten im heutigen Schottland Wallburgen auf schwer zugänglichen Hügeln an. Auf den britischen Inseln hat sich im englischen Sprachgebrauch für solche Anlagen der Begriff Hillfort etabliert. Es sind zumeist unregelmäßige, der Geomorphologie angepasste Wall- und Grabenanlagen. Sie dienten nicht nur dem Rückzug und der Verteidigung, sondern waren auch als klares Zeichen der Herrschaft über ein Gebiet zu verstehen. 
Die Überreste solcher wahrscheinlich piktischer Befestigungen in den Highlands sind Craig Phadrig, Tor Dhuin, Dun da Lamh und Dun Deardail. Es gibt aber in vielen Fällen keine umfangreichen archäologischen Ausgrabungen und nur unzureichende Datierungen.

### Transport
Laut den Aufzeichnungen von Tacitus benutzten die Caledonier in der Schlacht am Mons Graupius Kriegswagen. Obwohl Kriegswagen auf irischen Steinskulpturen vorkommen, wurden in Nordschottland keine solchen Darstellungen gefunden. Während die Gallier die Streitwagen schon bei Cäsars Ankunft aufgegeben hatten, wurden sie von den Briten wohl noch bis in das 1. Jahrhundert n. Chr. benutzt. Bis zum Aufkommen der Bildsteine (frühestens um 400) wurden sie auch hier aufgegeben.
Das Pferd war hingegen ein wichtiges Transportmittel für die piktischen Krieger. Es wurde mit oder ohne Sattel geritten. Daneben wurden Boote für den Truppentransport und den Krieg benutzt.

## Wirtschaft
Die Wirtschaft der Pikten beruhte hauptsächlich auf der Agrikultur. Sie führten jedoch auch regen Handel mit anderen Ländern und Kulturen der damaligen Zeit. Edelmetalle und Devisen beschafften sie sich durch Überfälle auf die Römer und ihre Nachbarn, die Skoten.

### Landwirtschaft
Die Landwirtschaft der Pikten basierte auf der Viehhaltung. 61 % der von Forschern gefundenen Knochen aus der damaligen Zeit stammen von Rindern, 31 % von Schweinen und nur 8 % von Schafen und Ziegen.
Die Rinderherden waren klein, und es wurden jeweils nur so viele Tiere geschlachtet wie nötig. Schafe und Ziegen wurden wegen ihres Fleisches gezüchtet, nicht wegen der Wolle.

### Handwerk
Viele handwerkliche Gegenstände waren aus organischen Materialien hergestellt und haben die Zeit nicht überlebt. Auf gravierten Steinen werden zahlreiche Alltagsgegenstände dargestellt: geschnitzte Bänke und Stühle, Ruhebetten, schön verzierte Dreibeine für die ebenso schön verzierten und mit Griffen versehenen Kochkessel.
Die Pikten kannten auch mannigfaltige Werkzeuge: Zangen, Ambosse, Hämmer und Äxte für verschiedene Zwecke sind auf diversen Steinen abgebildet.
Das Weben scheint in Piktland nicht weit verbreitet gewesen zu sein. Es gibt keine Funde von Webstühlen oder dafür benötigten Werkzeugen nach  dem Jahr 200.
Die Holzbearbeitung hingegen war weitverbreitet. Es sind einige sehr schöne, mit geschnitzten Ornamenten versehene Holzbehälter aus der Gegend des Loch Glashan Crannóg (Argyll) erhalten, in denen Werkzeug aufbewahrt wurde. Spachteln, Klammern, Nadeln, Handgriffe, Spindeln, Kämme usw. wurden aus Holz, aber auch aus Knochen hergestellt und reich verziert.
Nur wenige Lederarbeiten haben überlebt. In Dundurn Fort wurde ein Schuh gefunden, der aus einem Stück gearbeitet wurde und über und über verziert war. Dies weist auf ein hochstehendes Lederhandwerk hin.
Aus Knochen sind recht viele Arbeiten erhalten geblieben. Es handelt sich um Nähwerkzeug, Nadeln, Kleidernadeln, Kämme, Gurtschnallen usw. Viele dieser Gegenstände sind nicht nur mit Schnitzereien, sondern auch mit Nieten aus Bronze verziert. Stein benutzten die Pikten, um daraus Schleifsteine, Formen für Metallbarren und Topfdeckel zu machen.
Die Pikten selbst haben kein Glas hergestellt. Es scheint jedoch, als hätten sie importiertes Glas geschmolzen, um daraus Glasperlen und Armbänder zu fertigen.
Das am weitesten verbreitete Handwerk war die Schmiedekunst. Eisen wurde zu einer Vielfalt von Gegenständen verarbeitet: Verschlüsse, Schnallen, Pfeil- und Speerspitzen, Äxte, Meißel, Ahlen, Hammerköpfe, Messer, Nägel, Metallreifen für Fässer, Handgriffe, Schwerter.
Nicht nur Eisen, sondern auch Bronze und Silber wurden von piktischen Handwerkern geschmolzen und bearbeitet. Es wurden Gießformen gefunden, die zeigen, dass diese Metalle gegossen wurden. Die Formen bestanden aus zwei Teilen, und die komplexen dreidimensionalen Verzierungen wurden bereits in die Gießform geschnitzt.
In Dunadd in Dalriada wurden auf diese Weise auch Gegenstände aus Zinn hergestellt; und in Dunadd und Dunollie auch welche aus Gold.

### Handel
Gefundene Töpferwaren und Behälter weisen darauf hin, dass die Pikten regen Handel mit anderen Völkern getrieben haben. Offenbar kamen die Handelsschiffe aus dem Mittelmeer entlang der Atlantikküste über die irische See nach Schottland.
Auch mit den Nachbarn in Northumbrien und Irland wurde fleißig gehandelt. Sogar bei den Wikingern wurden piktische Metallarbeiten gefunden.

## Bekleidung
Ein einziges Kleidungsstück hat die Zeit überdauert. Es handelt sich dabei um den sogenannten Orkney Hood, eine Gugel, die 1867 beim Torfstechen gefunden wurde. Sie ist aus (vermutlich naturbrauner) Wolle in Fischgratbindung hergestellt, auf die brettchengewebte Bänder und Fransen aufgesetzt sind. Aus den Aufzeichnungen der Römer sowie anhand der Steinskulpturen lassen sich weitere Schlüsse über Trachtelemente ziehen.
Frauen trugen ein langes Hemd und einen Überwurf, der mit einer Fibel zusammengehalten wurde. Die auf Skulpturen abgebildeten Frauen trugen ihr Haar relativ kurz – nicht länger als schulterlang und zusammengebunden.
Männer tragen auf den Abbildungen – sofern sie nicht die weiter oben beschriebene Kriegsausrüstung trugen – eine Art Tunika und denselben mit einer Fibel zusammengehaltenen Überwurf wie die Frauen. Piktische Männer trugen ihr Haar lang (manchmal rückenlang) und ließen sich einen Bart stehen.
Als Schmuck trugen sowohl Männer als auch Frauen Broschen, Kleidernadeln, Haarnadeln, Fingerringe, Arm- und Halsreifen.

## Zeitvertreib
Die Pikten kannten diverse Brettspiele, wovon einige ursprünglich von den Iren und von den Römern stammten.
Es gibt auch Hinweise, dass Musizieren und Singen ein beliebter Zeitvertreib waren. Zwei verschiedene Typen von Harfen wurden gefunden: große Instrumente, die auf dem Boden standen und sitzend gespielt wurden (ähnlich den heutigen Konzertharfen). Daneben gab es eine kleinere Harfe, die der Musikant oder die Musikantin zum Spielen in der Hand hielt.
Auch das Horn wurde gespielt (Sachsenhorn?). Auf dem Stein von Nigg sind Figuren mit Cymbalum abgebildet, einem Instrument, das jedoch im piktischen Raum nirgendwo gefunden wurde.

## Trivia
Der erste nicht mehr von den ursprünglichen Autoren verfasste Band Asterix bei den Pikten der Asterix-Reihe spielt bei den Pikten.

## Filme
- Centurion – Fight or Die; UK 2010; Regie, Drehbuch: Neil Marshall; Handlung: Kampf der Neunten Römischen Legion gegen die Pikten im Jahr 117 n. Chr.; FSK: 18
- Der Adler der neunten Legion; USA, UK 2011; Regie: Kevin Macdonald; Drehbuch: Jeremy Brock; Handlung: die verschollene Standarte der Neunten Legion wird jenseits des Hadrianswalls im Land der Pikten gesucht; FSK 12